# 反レーニン主義

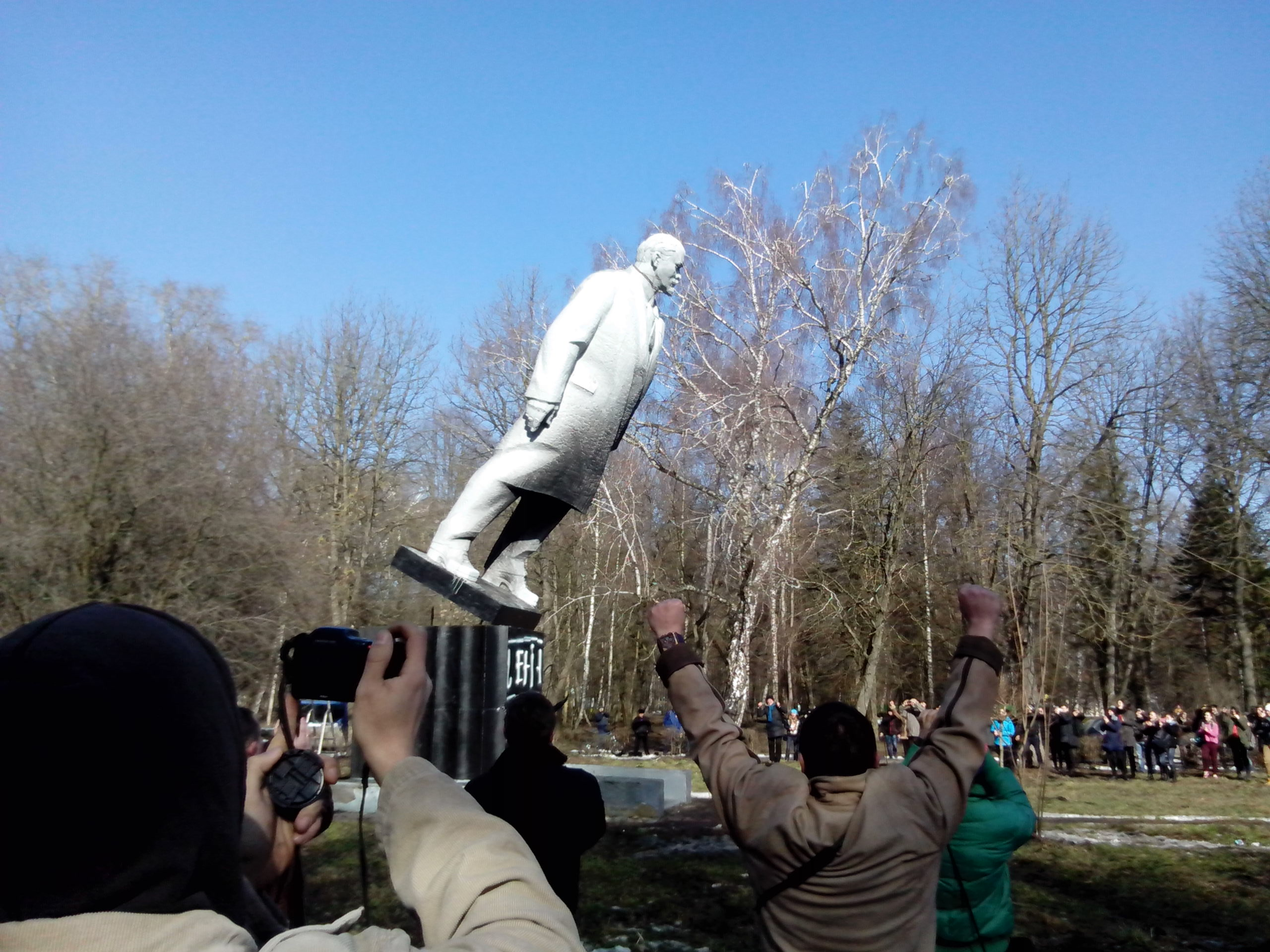
ユーロマイダンで倒されるウクライナ・フメリニツキーのレーニン像（ウクライナのウラジーミル・レーニン像の取り壊しも参照）

反レーニン主義（はんレーニンしゅぎ、英: Anti-Leninism）とは、政治の分野で、レーニン主義（レーニズム）またはボリシェヴィキ主義（ボルシェヴィキズム）に反対する思想や立場の総称である。通常は社会主義や共産主義の内部からの反対を指すが、広義には社会主義や共産主義の外部からの反対や批判も含む。

## 初期

### マルクス主義からの反対
ドイツのローザ・ルクセンブルクはレーニンの前衛党論や民族自決論を批判した。
ロシア社会民主労働党内でのレーニン主義への反対は、1903年の第2回党大会での、ボリシェヴィキとメンシェビキへの党派分裂に遡ることができる。メンシェビキによるレーニン主義やボリシェビキ主義への反対は、基本的にはその権威主義の評価などの組織論や、マルクス主義の国家を達成するための方法論に起因した。この反対は、後の十月革命でのマルトフの告発などで高まった。
ロシアの共産主義における他のレーニン主義への反対は、1917年から1924年のレーニンの統治期間に国のリーダーから追放された人々にも見られる。これには、戦時共産主義を極端すぎると見た穏健主義者や、ネップを資本主義への降伏主義と見た人々の両方が含まれる。

### マルクス主義以外からの反対

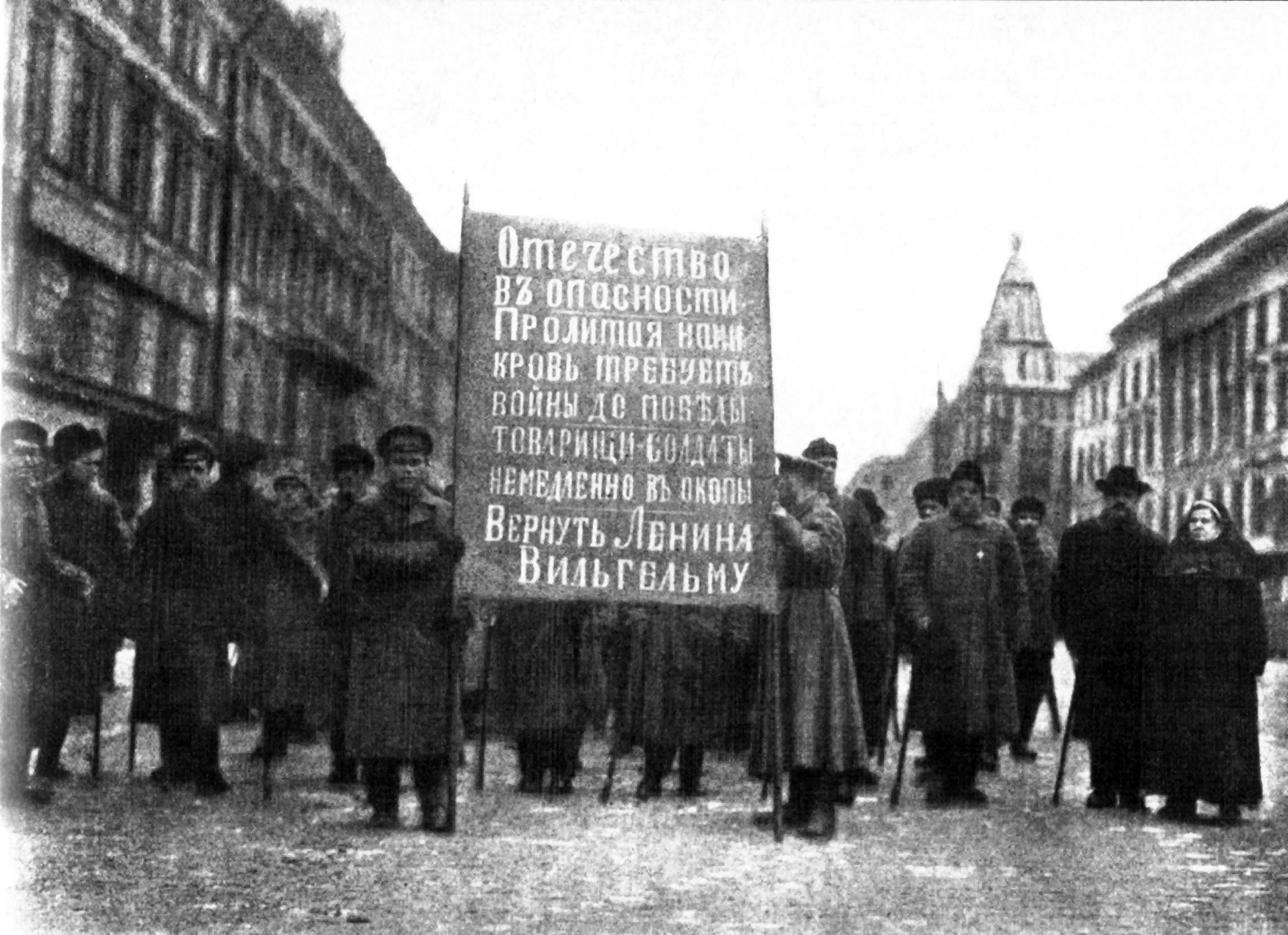
ペトログラードでの反レーニンデモ1917年

レーニン主義への初期の反対は、ツァーリの王党派や、1917年の革命発生までのロシア社会の現状維持派などである。
革命発生後はレーニンを権力から追放しようとする人々や国々で、ロシア内戦の期間中は白軍を援助した海外勢力などである。またこの期間にソビエト政府に開戦したポーランド（ポーランド・ソビエト戦争）や、ロシアからの独立を求めたフィンランド内で発生したフィンランド内戦で勝利した白軍（白衛軍）などもある。
ロシア内部では反レーニンともみなせる多数の事件があり、Tambov Rebellionやクロンシュタットの反乱などがある。
ロシア内部での最後の反レーニンの動きは、ロシアのアナキズム運動であった。この対立は第一インターナショナルでのアナキズムとマルクス主義の初期の分裂にも遡れるが、レーニンが国家を近い将来には解体しないつもりである事が明確になったために高まった、クロポトキンなどの反レーニン主義のアナキズム運動である。

## レーニン死去後

### マルクス主義からの反対
1924年のレーニン死去以前は多数の人々からレーニンへの反対があったが、1924年以後はレーニン主義の原則への反対として集約されていった。マルクス主義の立場からのこのような反対には、「ロシア革命では共産主義の理想は裏切られ、正反対の国家資本主義が設立された」と信じ、この立場にはイギリス社会党 (SPGB)や世界社会主義運動などがある。
なおトロツキズムは、反スターリン主義の立場からソビエト連邦を「裏切られた革命」「堕落した労働者国家」と批判するが、「反レーニン主義」ではない。

### マルクス主義以外からの反対
レーニン主義や、共産主義、マルクス・レーニン主義、社会主義、毛沢東主義、トロツキズムなどに対する反対は、現在でもマルクス主義の思想に基づくあらゆる体制への反対として、多数実践されている。
またアナキズム運動によるレーニン主義の教義への強い反対も続いており、その中には前衛党などがある。

## ギャラリー
イワン・ウラジミーロフによる、レーニン統治下でのロシアの世相を描いた一連の水彩画が現存しており、レーニンの政策の負の側面を窺い知ることができる。

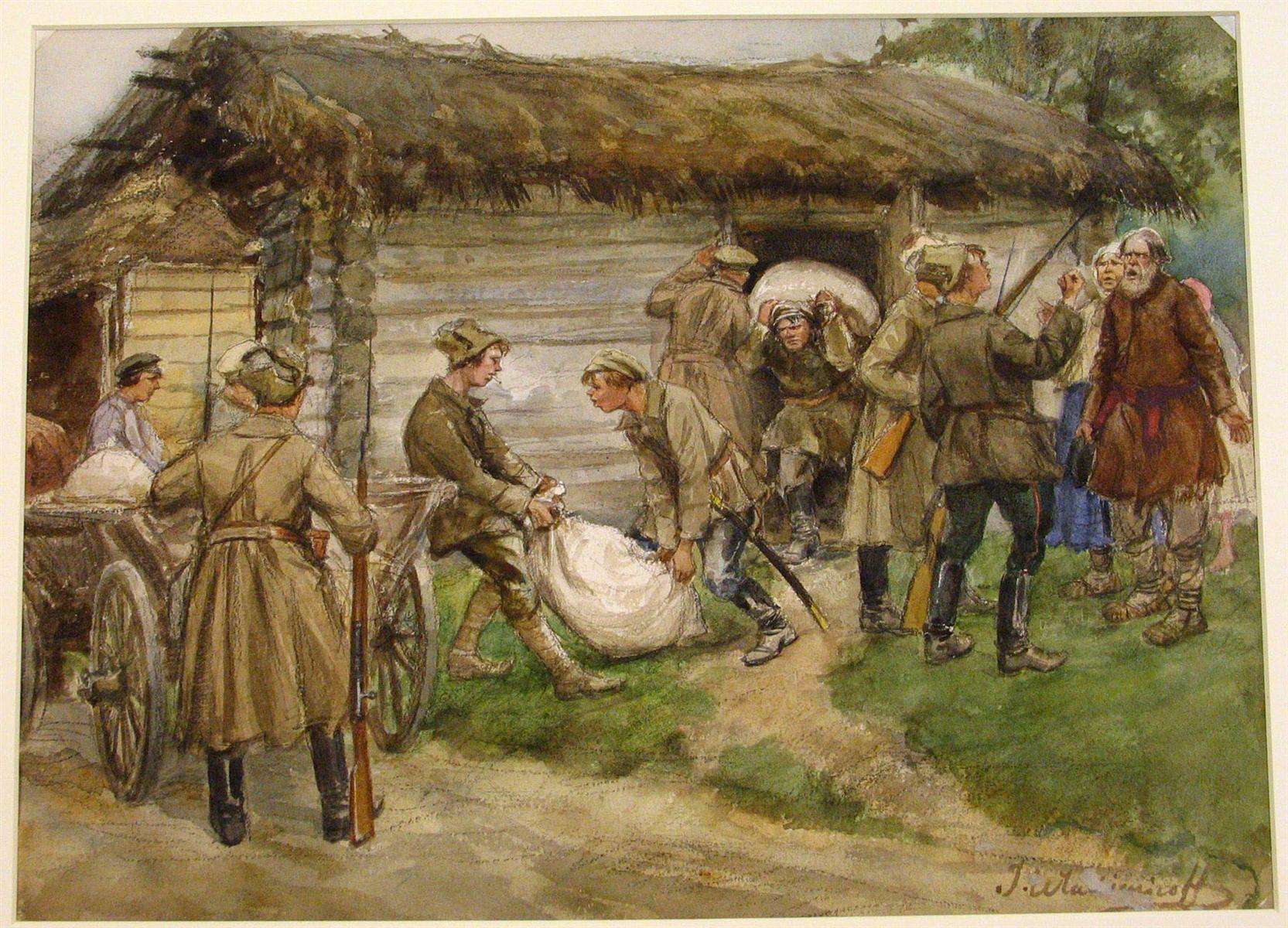
ボリシェヴィキによる農民からの穀物の徴発。
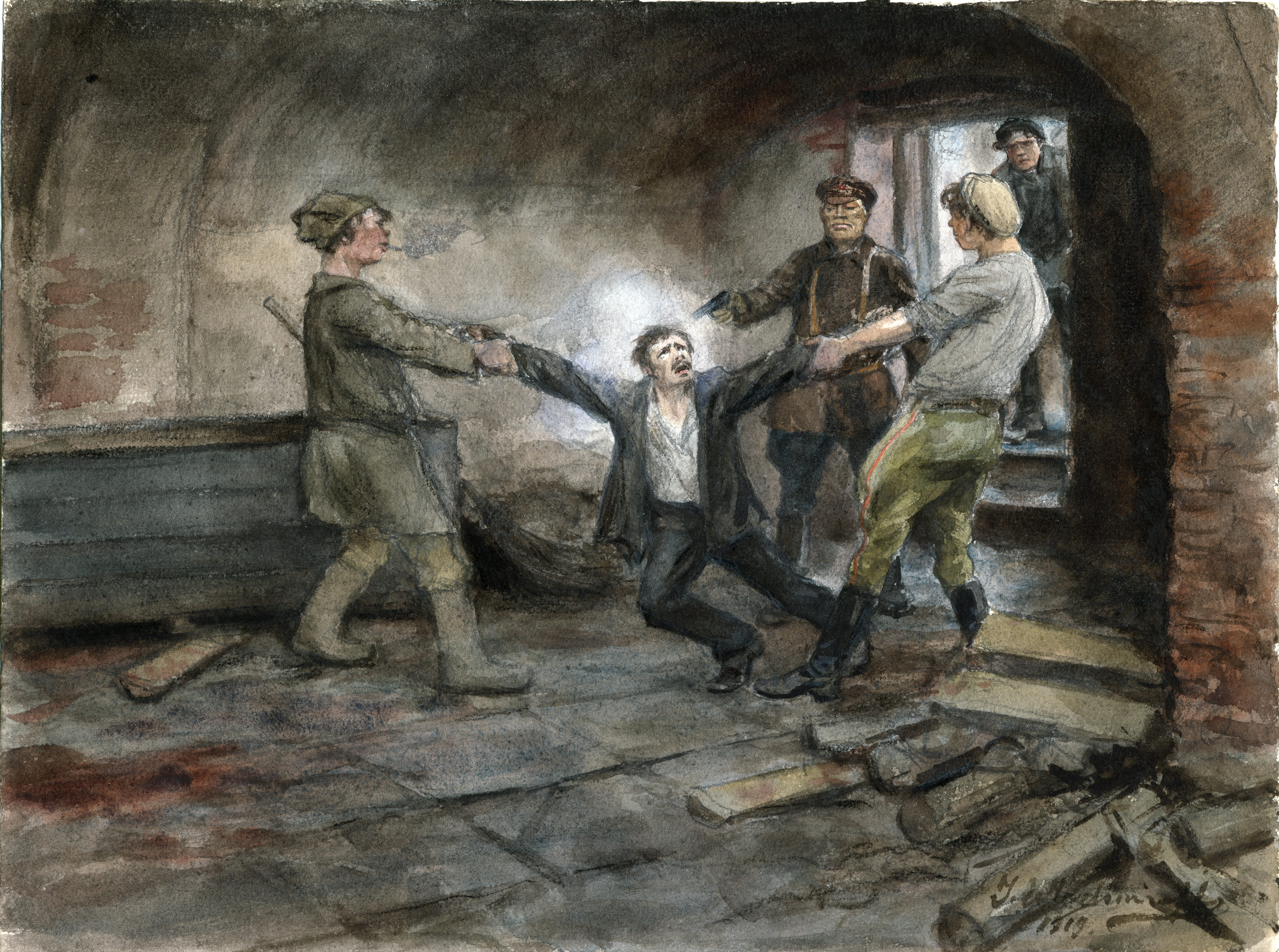
チェーカーの地下室。
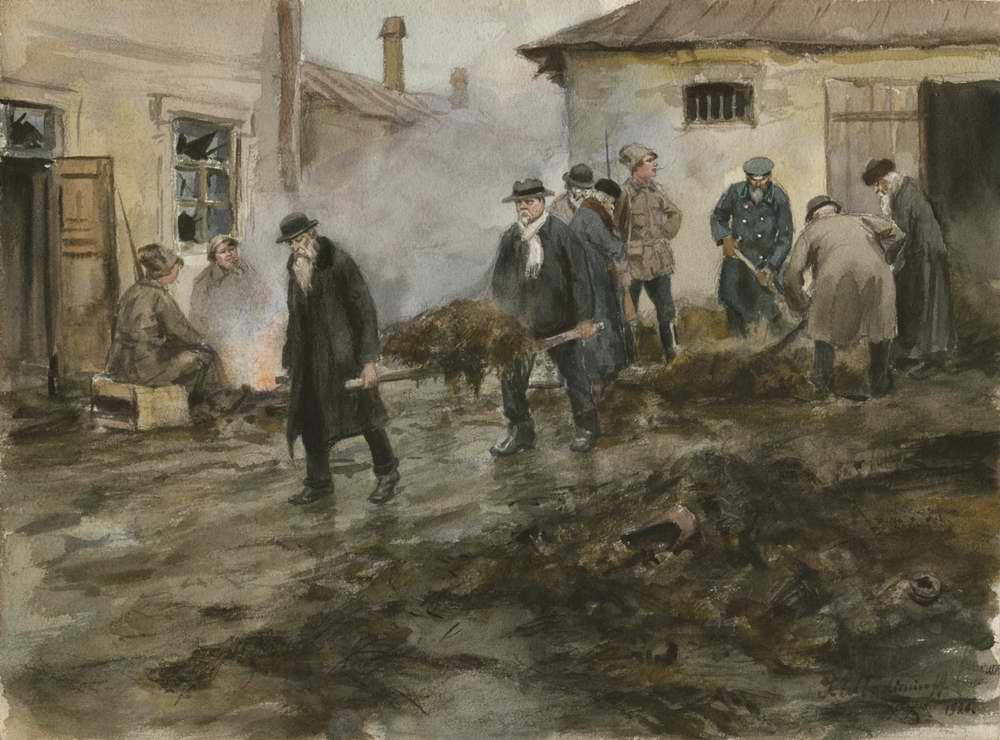
ボリシェヴィキにより強制労働をさせられる人々。
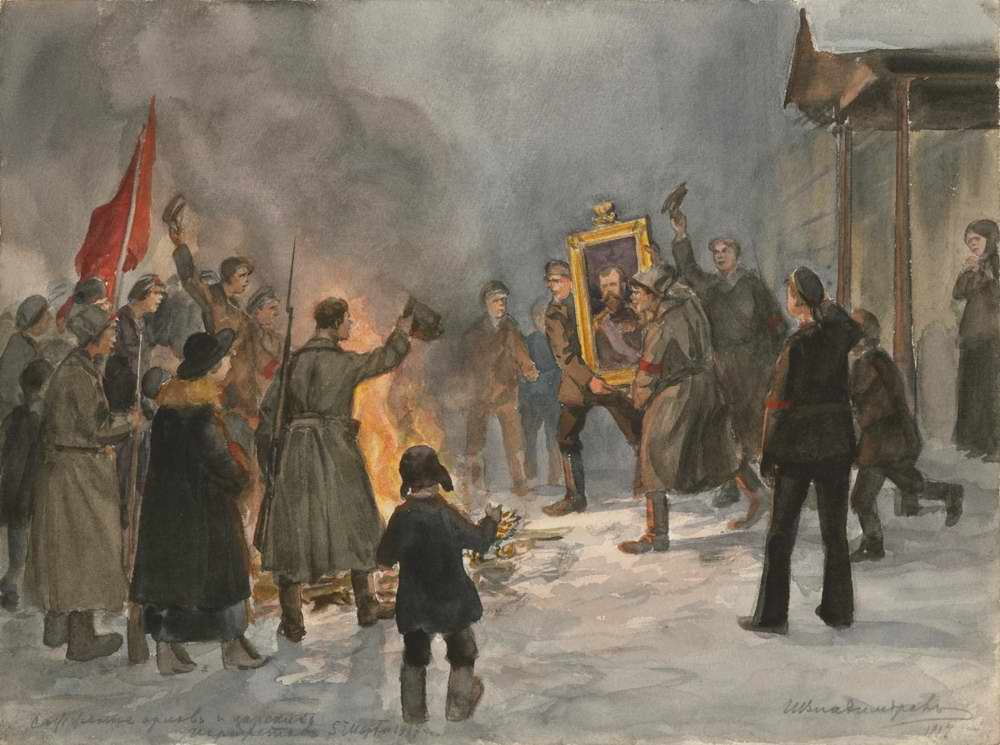
ニコライ２世の肖像の焼却。
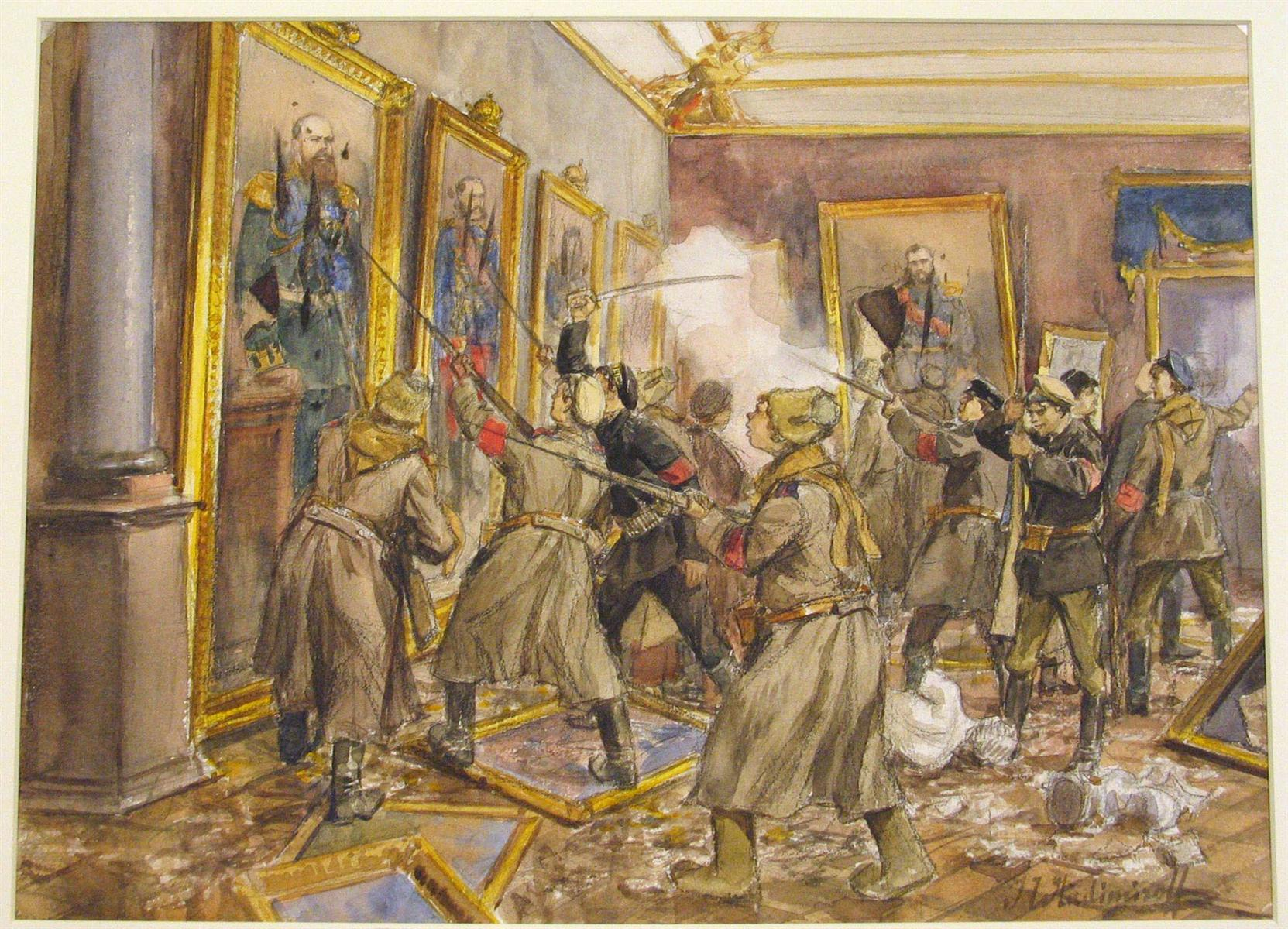
赤軍による冬宮の破壊。
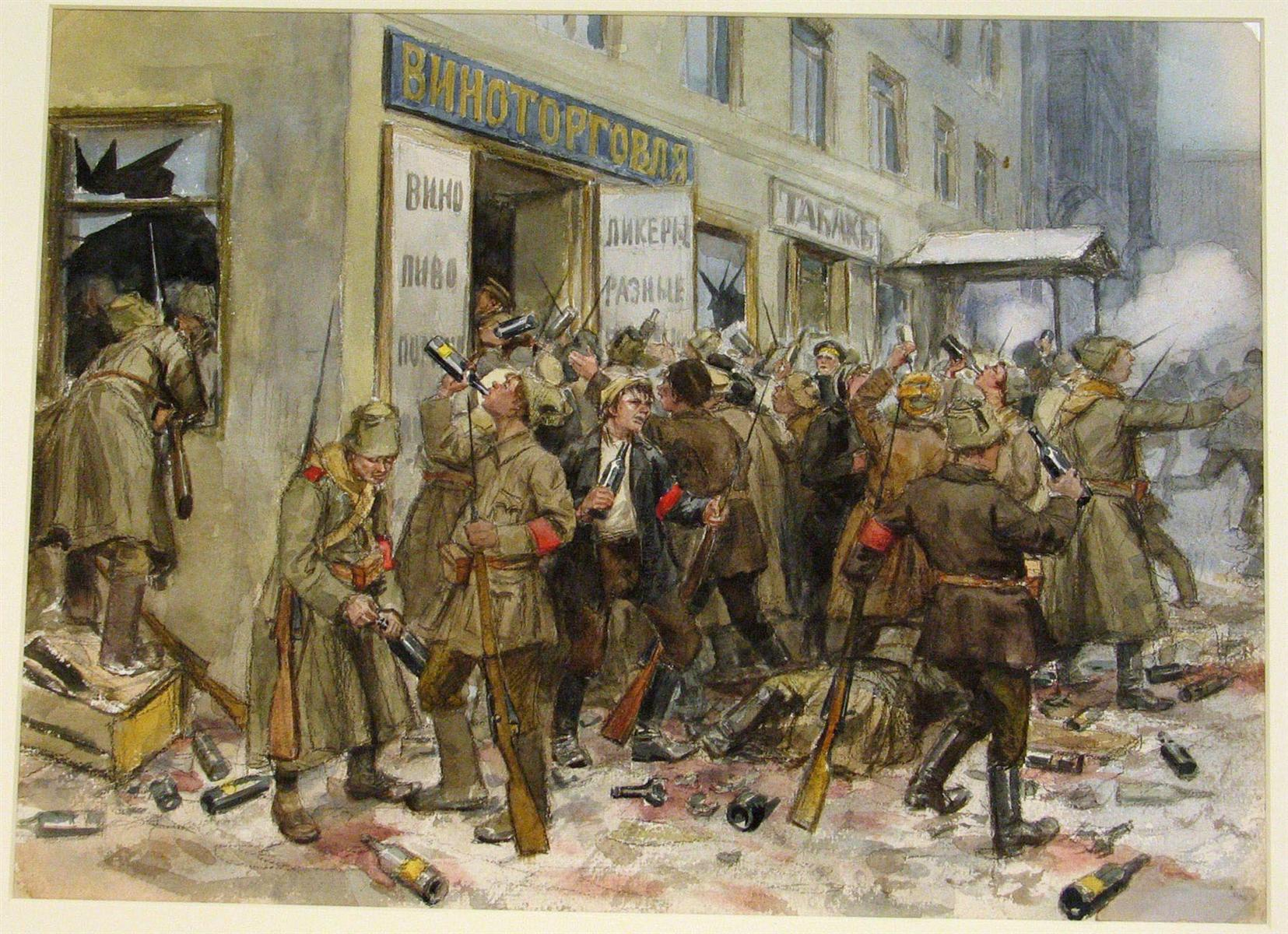
革命派によるワインショップの襲撃。
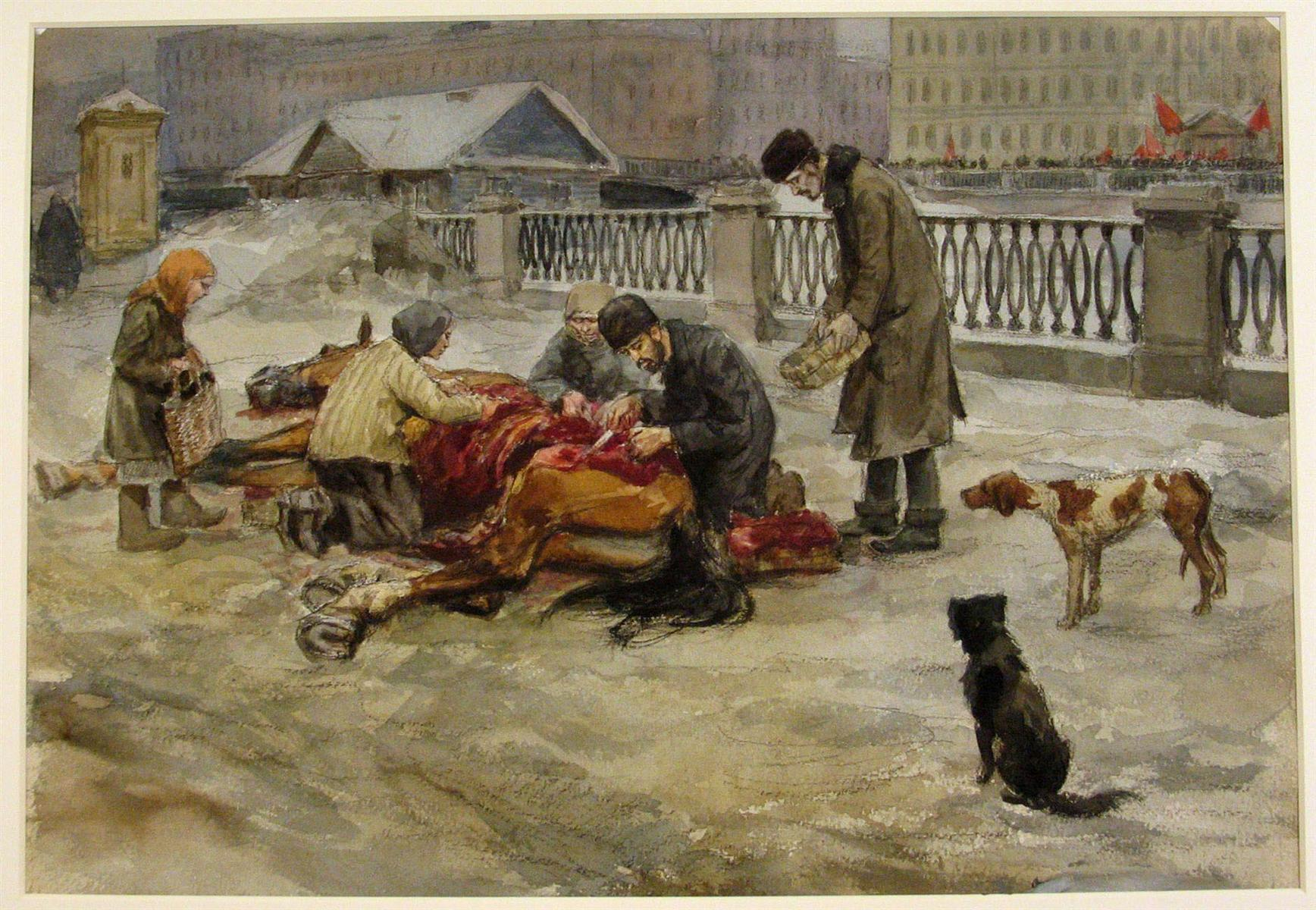
ロシア飢饉 (1921年-1922年)で死んだ馬を食べる人々。
ボリシェヴィキによる教会財産の接収。
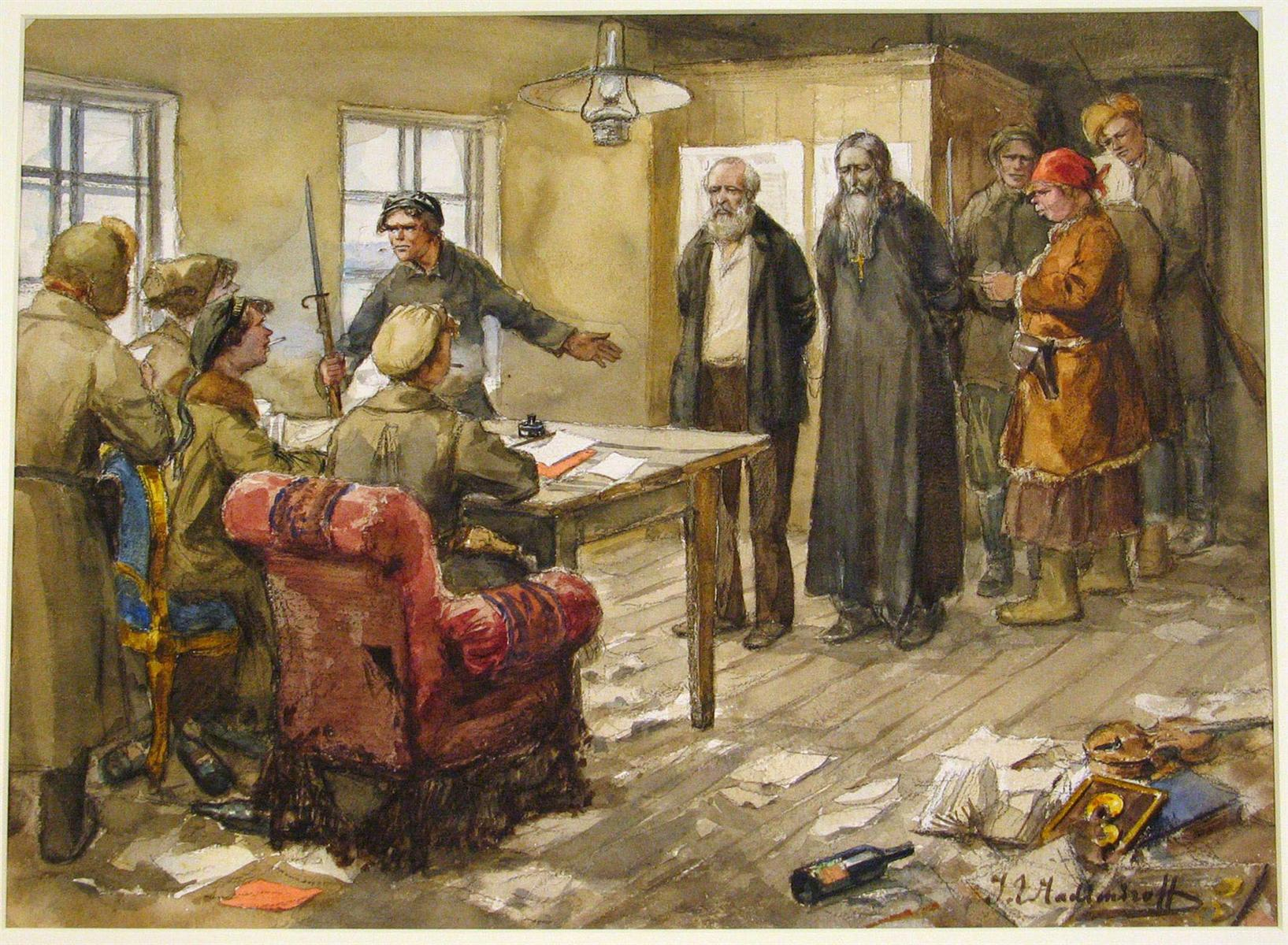
ロシア・革命派によって死刑を宣告される聖職者と地主。
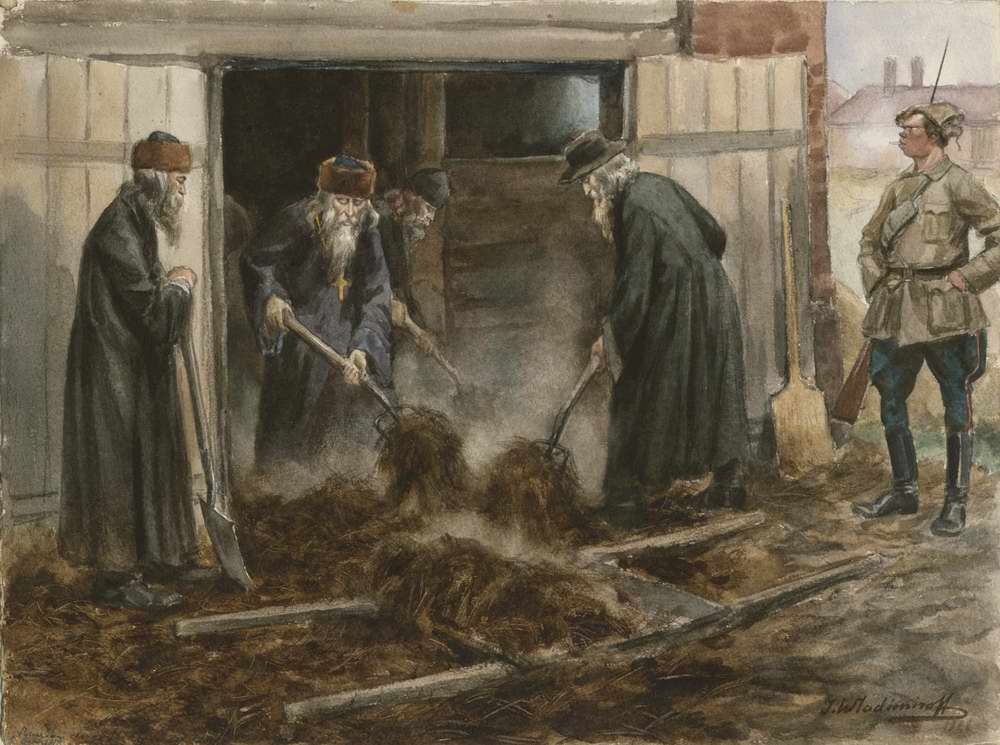
ボリシェヴィキの命令で強制労働に従事する聖職者。